# Chicagoblues
Chicagoblues is een bluesstijl die in de eerste helft van de 20e eeuw in Chicago ontstond. De piano ontwikkelde zich naast de gitaar tot het belangrijkste instrument van deze stijl.
De bands die chicagoblues spelen, hebben gewoonlijk een bezetting van piano, drums, bas, elektrische gitaar en blazers. T-Bone Walker was een van de eerste 'elektrische' bluesgitaristen. Muddy Waters stimuleerde Chuck Berry en Bo Diddley en was het grote voorbeeld voor The Rolling Stones.

## Belangrijke vertegenwoordigers
- Big Bill Broonzy
- Elias Gharred
- Elmore James
- Howlin' Wolf
- Muddy Waters
- Willie Dixon